# Paul Camphin
Pour les articles homonymes, voir Camphin.
Paul Camphin, né le 16 avril 1922 à Arras et mort fusillé le 1er novembre 1943, dans la même ville, à l'âge de 21 ans, est un cheminot, résistant et homme politique français.

## Biographie
Fils de deux militants communistes d'Arras, Paul Camphin a grandi dans une famille ouvrière, dans la cité des Cheminots d’Arras, et rejoint dès l'âge de 13 ans les Jeunesses communistes (JC), dans le sillage de son frère aîné René Camphin. Jeune employé à la SNCF, il est radio-électricien et devient secrétaire de la cellule locale des JC à Arras en 1938,, à l'âge de seulement seize ans, puis dirige les JC pour l'ensemble du rayon de la ville. Ses parents sont des piliers de l'importante communauté communiste d'Arras avant-guerre.
À l'automne 1939, il rencontre avec sa mère Eugénie, militante connue dans la région , Maurice Thorez, le secrétaire général du PCF, originaire du même département, dans le village de Fampoux, et l'informe de la condamnation de son frère René et de l'arrestation de son père. Sa mère sera parmi les premiers résistants. La famille héberge des enfants de familles républicaines espagnoles en 1937-1938, après la défaite des Brigades internationales,.L'un d'eux, Alphonse Pelayo, une des figures de la guerre d’Espagne, qui est chargé le 4 octobre 1939 d'aller chercher Maurice Thorez avec Mounette Dutilleul et Jeannette Vermeersch pour les évacuer vers Bruxelles. Réfugié à Bruxelles, en Belgique,dans la plaque tournante des liaisons avec le Komintern, Alphonse Pelayo revient avec Maurice Tréand coordinateur du PCF clandestin  le 18 ou le 19 mai 1940 et Jacques Duclos, qui remplace Maurice Thorez à la tête du PCF, car ce dernier vient de se réfugier en URSS. L'un de leurs premiers contacts en France est Eugénie Camphin, la mère de Maurice Camphin. Ce dernier les accompagne vers le contact suivant, à Longueau, René Lamps, le futur maire d'Amiens, ne le trouvant ni lui ni son frère après 3 jours de recherche. Tréand et son groupe continuent vers Paris. Le 18 juin, il transmet à un groupe de militants au 12 Avenue de l'Opéra la consigne de l'Internationale de tenter une démarche auprès des Allemands pour la reparution légale de L'Humanité et n'obtient que d'extrême justesse leur accord.
Il s'engage dans les forces françaises comme volontaire lors de la déclaration de la guerre,. Après la défaite, il revient à Arras et s'engage dans la Résistance, au sein du groupe dirigé par Julien Hapiot, puis Charles Debarge, le résistant de la région resté célèbre pour ses sabotages ferroviaires. Le 25 août 1941 en gare d’Arras, il tente de dynamiter un transformateur avec Georges Santerne, son ami d'enfance de la cité des Cheminots d'Arras, qui a son âge. L’acte d’accusation de ce dernier mentionne qu'ils étaient chargés de la distribution de journaux communiste depuis 1940, au sein des Jeunesses communistes.
En mars 1942, il entre avec son frère Maurice Camphin dans les Francs-tireurs et partisans (FTP), l'organisation militaire clandestine créée par le PCF. Son autre frère, René Camphin, est déjà au comité exécutif national des FTP et plus tard secondera le Colonel Henri Rol-Tanguy dans l'insurrection parisienne d'août 1944, en pilotant les compagnies FTP de toute la région parisienne. 
Le 26 mars 1942, conformément aux directives venues des FTP de Paris, Paul Camphin pose une charge explosive sur la ligne ferroviaire Paris-Arras à Boisleux-au-Mont, qui tue le soldat allemand chargé de l'enlever, et déboulonne un rail sur cette même ligne, près de la gare d'Arras, avec Georges Santerne et Georges Louchet, causant le retard d’un train de permissionnaires. 
En avril 1942, il passe dans la clandestinité car il rejoint Charles Debarge et Julien Hapiot, à la direction interrégionale des FTP (Nord, Pas-de-Calais, Aisne, Ardennes, Meuse). Le même mois, comme les résistants vont le découvrir peu après, la coopération entre Allemands et police française se renforce, se normalise, sous la direction du commissaire central de Lille, René Rochat, qui sera condamné à mort à la Libération dans le sillage de la blessure infligé à un soldat allemand au Pont Césarine de Lens.
En juin 1942, il est un des adjoints de Jules Dumont (« le colonel Paul des FTP»), responsable militaire de cette interrégion. Son frère, Maurice Camphin, qui prend la direction des FTP du secteur de Lens, est gravement blessé et arrêté le 28 août 1942 par la gendarmerie française, après avoir cambriolé les mairies de Biache Saint Vaast et d'Achicourt, tout proche d'Arras, puis transféré aux Allemands qui le fusillent le 14 mai 1943 à la Citadelle d'Arras,.
Le 24 octobre 1942, Paul Camphin tombe à son tour. La police spéciale française, accompagnée de trois Allemands, l'arrête à Hellemmes. Blessé de deux balles dans la jambe, il est très brutalement torturé, puis fusillé un an et une semaine plus tard, le 1er novembre 1943 à la Citadelle d'Arras avec ses amis Georges Santerne, Alexandre Bove, et Georges Louchet.
Dans une lettre du 17 octobre 1943,, treize jours avant sa mort, Paul Camphin relate sa terrible détention. A Lille, le commissaire central René Rochat, qui sera condamné à mort à la Libération, espère lui faire tendre un traquenard à ses camarades: il le frappe lui-même de coups de pied au visage. Paul Camphin est ainsi torturé par les policiers français toute une nuit puis transporté à l’hôpital Saint-Sauveur, où il est opéré deux fois au genou le 25 octobre et reste six jours dans le coma. Paul Camphin est ensuite transféré, le 1er novembre 1942, pour trois mois, à l'Hôpital Calmette, tenu par les Allemands, puis le 28 février 1943 à la prison de Loos-les-Lille, où il est mis à l'isolement puis « atrocement torturé des semaines durant, mais ne parle pas ». Pendant deux mois et demi, il ne sort de la cellule que pour les interrogatoires. Le 28 juillet 1943, nouveau transfert, au quartier allemand de la prison Saint-Nicaise d’Arras où les tortures continuent, jusqu'à sa mise en cellule commune.
« Malgré tout, je continuais de rire et de chanter, écrit-il dans sa dernière lettre ; je reste communiste français jusqu'au bout, je ne regrette rien, sauf de ne pas en avoir fait assez ; si je devais recommencer ma vie, je la recommencerais pareille à la première [...]. Je partirai au poteau en chantant « La Marseillaise » et « L'Internationale ».
À la fin de 1943, le détachement no 12 des FTP du Pas-de-Calais prit le nom des deux frères Camphin fusillés peu avant, illustrant la chanson des FTP, « Ami, si tu tombes, un ami sort de l'ombre à ta place ».
Paul Camphin a été homologué Interné résistant et au titre des Forces françaises de l’intérieur (FFI). Sa mère Eugénie Camphin, qui sera conseillère municipale d'Achicourt, près d’Arras, en 1945, puis candidate aux élections cantonales de 1955 dans le canton d'Arras-nord, a participé à la refondation du Secours rouge international en 1970, en figurant parmi les dix-sept membres du comité national d’initiative et en dirigeant son journal régional Liberté vaincra, assistée par Nicolas Baby, puis quelques mois plus tard au Tribunal populaire de Lens en 1970, organisé après la mort de seize mineurs lors du coup de grisou de Fouquières-les-Lens le 4 février 1970. 
Un hommage grandiose est réservé aux trois frères Camphin lors de l'enterrement de René Camphin le 11 mars 1954, auquel participent des milliers de personnes et d'anciens résistants, salué par le quotidien régional Liberté.